# Lagen om skydd för geografisk information
Lagen (2016:319) om skydd för geografisk information och förordningen (2016:320) om skydd för geografisk information  är en svensk lag och förordning som begränsar rätten till sjömätning, flygfotografering och liknande, samt spridning av geografisk information sammanställd genom sjömätning eller flygfotografering eller liknande.
Genom förordningen (2016:320) om skydd för geografisk information reglerar regeringen en del detaljer.  Bland annat vilka myndigheter som får bedriva sjömätning och flygfotografering och liknande, samt sprida geografisk information baserad på sådan utan tillstånd.  Förordningen reglerar också vilka myndigheter som kan bevilja tillstånd.

## Skillnader mot föregående lagstiftning
Till skillnad från lagen (1993:1742) om skydd för landskapsinformation, som upphävdes när lagen trädde i kraft 1 maj 2016, så omfattas till exempel inte kartor som inte framställts genom sjömätning, flygfotografering eller liknande. Det innebär att många kartor, till exempel orienteringskartor, turistkartor och informationskartor blir fria att sprida. Den nya lagen har inte heller något tillståndskrav för upprättande av geografiska databaser.

## Krav på tillstånd

### Framställning

#### Sjömätning
Inom svenskt territorium får inte sjömätning göras utan tillstånd längs och utanför Sveriges kuster.  Däremot får sjömätning göras i hamnar, kanaler och insjöar.

#### Flygfotografering och liknande
I tider med höjd beredskap får fotografering eller liknande från luftfartyg inte genomföras i eller av restriktionsområden utan tillstånd.  I händelse av krig eller krigsfara i eller nära Sverige kan restriktionsområdena utökas.  De kan även utökas tillfälligt, dock högst två veckor.
Ett luftfartygs befälhavare ansvarar för att ingen fotografering sker i eller av restriktionsområden vid höjd beredskap.

### Spridning
Tillstånd krävs för att sprida sammanställningar av geografisk information framställd genom sjömätning eller flygfotografering m.m. enligt ovan.

## Tillståndsgivning
Tillstånd ges om innehållet inte kan antas skada totalförsvaret.
| Myndighet      | Framställning | Framställning          | Spridning av geografisk information | Spridning av geografisk information |
| Myndighet      | Sjömätning    | Flygfotografering m.m. | Om förhållanden i vattenområden     | Framställd ur flygbilder m.m.       |
| -------------- | ------------- | ---------------------- | ----------------------------------- | ----------------------------------- |
| Försvarsmakten | 1             | 2                      |                                     |                                     |
| Sjöfartsverket |               |                        | X                                   |                                     |
| Lantmäteriet   |               |                        |                                     | X                                   |

1. Tillstånd behövs ej för sjömätning i allmän hamn av hamnägaren, av insjöar, vattendrag eller kanaler
2. Tillstånd behövs endast under höjd beredskap och för flygfotografering och liknande över eller av restriktionsområden och liknande.

## Myndigheter undantagna från tillståndskrav
Vissa myndigheter är undantagna från krav på tillstånd för framställning och spridning av landskapsinformation:
| Myndighet                                         | Framställning | Framställning          | Spridning |
| Myndighet                                         | Sjömätning    | Flygfotografering m.m. | Spridning |
| ------------------------------------------------- | ------------- | ---------------------- | --------- |
| Försvarsmakten                                    | Ja            | Ja                     | Ja        |
| Sjöfartsverket                                    | Ja            | Ja                     | Ja        |
| Lantmäteriet                                      | Nej           | Ja                     | Ja        |
| Sveriges geologiska undersökning                  | Ja            | Ja                     | Nej       |
| Kustbevakningen                                   | Nej           | Ja                     | Nej       |
| Sveriges meteorologiska och hydrologiska institut | Nej           | Ja                     | Nej       |
| Rikspolisstyrelsen och Polismyndigheten           | Nej           | Ja                     | Nej       |